# انولر (جرجر)
انولر (بالكردية: Golani‏) (بالتركية: Onevler)‏ هي قرية كرديّة تتبع إداريّاً لمديرية جرجر في محافظة أديامان التركية، بلغ عدد سكانها 208 نسمة في عام 2021.